# Giacinto Domenico Lazzarini
Giacinto Domenico Lazzarini (Milano, 26 settembre 1912 – 13 aprile 1990) è stato un partigiano e agente segreto italiano naturalizzato canadese, attivo durante la seconda guerra mondiale nella Resistenza in Francia e in Italia e insignito dell'onorificenza di Giusto fra le nazioni per aver messo in salvo in Svizzera numerosi ebrei durante le persecuzioni dell'Olocausto.

## Biografia
Giacinto Domenico Lazzarini nasce a Milano nel 1912. Il padre antifascista emigra in Canada nel 1931. Come medico specializzato in infezioni tropicali, Giacinto trascorre molti anni nell'Africa Orientale dove stringe amicizia con il duca Amedeo d'Aosta, al quale lo unisce la profonda avversione per il nazismo.
Allo scoppio della seconda guerra mondiale, raggiunge il padre in Canada e si arruola come pilota nella Royal Canadian Air Force. Per le sue conoscenze linguistiche dell'italiano e del francese (la madre è francese), diventa attivo collaboratore dell'Office of Strategic Services (OSS), il servizio segreto americano, e viene inviato in Inghilterra per un corso di specializzazione per agenti segreti. Comincia così per lui una carriera nei servizi segreti alleati che lo porterà a diventare un ufficiale leggendario nella Resistenza, sotto il nome di battaglia di "Fulvio Athatos".
L'attività di resistenza di Lazzarini ebbe inizio in Francia nel 1942, a Tolosa e in Alta Savoia, dove collaborò con i Maquis fino al luglio del 1943. Compì missioni di intelligence anche in Svizzera e nella stessa Germania. Rientrato in Italia, fu quindi inviato nell'area del Varesotto e incaricato di guidare una formazione militare partigiana, la Brigata militare Lazzarini ("Banda Lazzarini", di cui faceva parte anche Sergio Oliaro, medaglia d'oro al valor militare) che operò tra Valcuvia e Valtravaglia nella provincia di Varese tra il 15 settembre 1943 e il 7 ottobre 1944, fino a quando l'azione di un infiltrato non ne provocò lo smaltellamento.
Come capo partigiano Lazzarini fu responsabile di importanti attività a favore della causa alleata. Tra i suoi compiti c'era anche quello di trasportare al sicuro in Svizzera ebrei, disertori, perseguitati politici e prigionieri di guerra alleati, che passavano attraverso le aree di Cremenaga, Ponte Tresa, Fornasette e Palone.
In gruppi di 50-100 persone ogni volta, scortati da partigiani armati, riuscì a portare tutti alla libertà. In particolare, con l'acquiescenza dell'esercito svizzero, tra il 10 e il 12 maggio 1944, riuscì a trasferire 110 prigionieri politici, compresi diversi ebrei, attraverso un ramo del fiume Reno (Goldingen). Lazzarini non ha registrato i nomi delle persone che ha salvato e esse non conoscevano il suo vero nome. Secondo il governo militare alleato a Varese e il dipartimento di polizia svizzero a Berna, il numero di persone che egli ha salvato ammonta a diverse centinaia.
Il 6 febbraio 1945 Lazzarini torna in Italia, paracadutato nel lecchese assieme al radiotelegrafista Vittorio Mummolo ("Ciccio"). I due vennero accolto sul Pian dei Resinelli dal Gruppo Rocciatori di Lecco al comando di Riccardo Cassin. Il compito di Lazzarini è ora, fino alla fine del conflitto, quello di coordinare i collegamenti tra i partigiani dell'Alto Lario, di Lecco e della Brianza con le Forze Alleate e di monitorare la presenza e i movimenti delle truppe tedesche nell'area.
Nell'immediato dopoguerra Lazzarini continuò a lavorare per i servizi segreti americani raccogliendo informazioni sull'attività svolte dai gruppi fascisti nella provincia di Varese durante la guerra. 
La radio, i documenti e gli oggetti di Lazzarini e di Mummolo sono conservati nel Museo della Resistenza di Merate presso la locale Biblioteca Civica. Nel 1976 l’allora sindaco di Merate Luigi Zappa, che con Lazzarini ebbe molti contatti, lo nominò cittadino onorario.
Nel 1978 Lazzarini fu riconosciuto come "giusto tra le nazioni" e il suo nome fu inciso nel monumento del Giardino dei Giusti presso il museo nazionale Yad Vashem di Gerusalemme.
Il 25 aprile 2013 la sua figura viene commemorata in un incontro pubblico alla Biblioteca Civica di Merate, ricordando fra l'altro come grazie alla sua opera di intelligence fosse risparmiato alla cittadina del lecchese un pesante bombardamento già previsto per la notte tra il 7 e l'8 aprile 1945.